# آل عبد الله (صعدة)
ال عبد الله هي إحدى قرى الجمهورية اليمنية. وهي تتبع جغرافيًا لمحافظة صعدة. وإداريًا لمديرية سحار. يبلغ تعداد سكانها 2210 نسمة حسب الإحصاء الذي أجري عام 2004.